# Eilicrinia subcordata
Eilicrinia subcordata är en fjärilsart som beskrevs av Herrich-Schäffer 1861. Eilicrinia subcordata ingår i släktet Eilicrinia och familjen mätare. Inga underarter finns listade i Catalogue of Life.